# Tenga (jouet sexuel)
Pour les articles homonymes, voir Tenga.
 (novembre 2015).
Si vous disposez d'ouvrages ou d'articles de référence ou si vous connaissez des sites web de qualité traitant du thème abordé ici, merci de compléter l'article en donnant les références utiles à sa vérifiabilité et en les liant à la section « Notes et références ».
Tenga est une marque japonaise de jouets sexuels (sex toys) pour hommes et pour femmes.